# Dorcadion nigrosparsum
Dorcadion nigrosparsum là một loài bọ cánh cứng trong họ Cerambycidae.